# Sylwia Wojcieska
Sylwia Wojcieska est une ancienne joueuse de volley-ball polonaise née le 3 juin 1985 à Milanówek. Elle mesure 1,93 m et jouait au poste de centrale. Elle a mis un terme à sa carrière de volleyeuse professionnelle en 2019.

## Clubs
| Club                | De        | À         |
| ------------------- | --------- | --------- |
| Wisła Cracovie      |           | 2006-2007 |
| SSK Calisia Kalisz  | 2007-2008 | 2008-2009 |
| KPSK Stal Mielec    | 2009-2010 | 2009-2010 |
| Budowlani Łódź      | 2010-2011 | 2010-2011 |
| Dinamo Bucarest     | 2011-2012 | 2011-2012 |
| Atom Trefl Sopot    | 2011-2012 | 2012-2013 |
| Muszynianka Muszyna | 2013-2014 | 2014-2015 |
| Budowlani Toruń     | 2016-2017 | 2016-2017 |
| CSM Târgoviște      | 2017-2018 | 2017-2018 |

## Palmarès

### Équipe nationale
- Championnat d'Europe des moins de 18 ans
  - Finaliste : 2001.
- Championnat d'Europe des moins de 20 ans
  - Vainqueur : 2002.

### Clubs
- Coupe de Roumanie
  - Vainqueur : 2012.
- Coupe de Pologne
  - Finaliste : 2008, 2014.
- Supercoupe de Pologne
  - Finaliste : 2012, 2014.
- Championnat de Pologne
  - Vainqueur : 2013.